# 가을로 가는 기차
가을로 가는 기차는 대한민국의 큐브엔터테인먼트 소속 발라드 그룹이다. 음악에 대한 진정성과 목소리만으로 승부하는 큐브표 발라드 그룹인 '가을로 가는 기차'는 섬세한 표현력과 세련된 감수성으로 가요계 정통 발라더의 계보를 이어갈 것으로 기대를 모은다.

## 역사
2018년 7월 15일, 가을로 가는 기차는 남성과 여성의 듀엣이 담긴 싱글 "비 오는 날의 수채화"를 발매했다. 큐브엔터테인먼트는 가수들의 신원을 공개하지 않았다. 큐브는 11월 2일 펜타곤 키노가 작사한 첫 번째 싱글 '당신이 있던 계절'로 11월 5일 정식 데뷔한다고 밝혔다. 5부작 '이별' 시리즈의 첫 번째 싱글이다.
2019년 2월 25일 일지아트홀에서 열린 '다시 이별' 쇼케이스를 공개하며 정식으로 데뷔했다. 작사, 작곡은 로코베리가 맡았다. 4월 29일에는 '우산을 쓰고'가 발매됐다.
2020년 큐브엔터테인먼트 홈페이지에서 그룹의 프로필이 삭제되면서 해체가 확정됐다.

## 이전 구성원
| 이름 | 소개 |
| ---- | --- |
| 지현 | - 이름 : 황지현（黃智鉉） - 생년월일 : 1996년 12월 14일(28세) - 학력 : 동아방송예술대학교 실용음악과 보컬 (재학) |
| 수빈 | - 이름 : 김수빈（金秀彬） - 생년월일 : 1998년 5월 7일(26세)                                                      |
| 아영 | - 이름 : 이아영（李阿煐） - 생년월일 : 1998년 12월 10일(26세) - 학력 : 동아방송예술대학교 실용음악과 보컬 (재학) |
| 소미 | - 이름 : 백소미（白炤美） - 생년월일 : 2000년 10월 10일(24세) - 학력 : 성사고등학교 (졸업)                       |

## 디스코그래피

### 디지털 싱글
- 《비 오는 날의 수채화》 (2018.07.15)
- 《네가 있던 계절 (That Season You Were In)》  (2018.11.05)[23][24][25][26][27]
- 《다시 이별 (Farewell Again)》  (2019.02.25)
- 《우산을 쓰고  (Spring Rain) 》  (2019.04.29)

### OST
- 여름아 부탁해 OST Part.15 - 《매일 너에게 (Beautiful Moment)》 (2019.07.04)
- 태양의 계절 OST Part.9 - 《내 맘속에 그대가 (You In My Heart)》 (2019.09.06)

## 뮤직 비디오
| 연도       | MV                                         |
| ---------- | ------------------------------------------ |
| 2018.11.05 | <네가 있던 계절 (That Season You Were In)> |
| 2019.02.25 | <다시 이별 (Farewell Again)>               |
| 2019.04.29 | <우산을 쓰고(Spring Rain)>                 |
| 2019.04.30 | <우산을 쓰고(Spring Rain)> Special Clip    |